# Ошактинський сільський округ
Ошакти́нський сільський округ (каз. Ошақты ауылдық округі, рос. Ошактинский сельский округ) — адміністративна одиниця у складі Келеського району Туркестанської області Казахстану. Адміністративний центр — село Ошакти.
Населення — 14037 осіб (2021; 12183 у 2009, 10292 у 1999, 8127 у 1989).
Станом на 1989 рік існувала Ошактинська сільська рада (села 60 літ Октября, Більшовик, Єнбек, Жетітобе, Ошакти, Каратал, Кизилжулдиз, Комітерн, Кониртобе, Орджонікідзе, Санирау, Фрунзе, Хлоппункт).

## Склад
До складу округу входять такі населені пункти:
| Населений пункт       | Колишні назви  | Населення, осіб (1989) | Населення, осіб (1999) | Населення, осіб (2009) | Населення, осіб (2021) |
| --------------------- | -------------- | ---------------------- | ---------------------- | ---------------------- | ---------------------- |
| Атаконис, село        | Більшовик      | 474                    | 775                    | 678                    | 961                    |
| Бакишсай, село        | Кизилжулдиз    | 150                    | 203                    | 261                    | 278                    |
| Береке, село          | Комітерн       | 1358                   | 1569                   | 1877                   | 2051                   |
| Єнбек, село           | -              | 387                    | 214                    | 360                    | 338                    |
| Жетітобе, село        | -              | 1006                   | 1306                   | 943                    | 817                    |
| Жиделі, село          | Хлоппункт      | 730                    | 936                    | 1194                   | 1397                   |
| Интали, село          | Фрунзе         | 105                    | 85                     | 54                     | 34                     |
| Каратал, село         | -              | 302                    | 311                    | 293                    | 457                    |
| Кониртобе, село       | -              | 853                    | 1783                   | 1770                   | 1429                   |
| Ошакти, село          | -              | 1189                   | 1558                   | 2238                   | 3480                   |
| Самбет Саттаров, село | Орджонікідзе   | 906                    | 1170                   | 1834                   | 1375                   |
| Санирау, село         | -              | 256                    | 297                    | 381                    | 559                    |
| Сарижилга, село       | 60 літ Октября | 411                    | 85                     | 300                    | 861                    |